# Czerwone maki
Czerwone maki – polski dramat wojenny z 2024 roku w reżyserii Krzysztofa Łukaszewicza.
Tytuł filmu jest nawiązaniem do piosenki Czerwone maki na Monte Cassino, która powstała w maju 1944 roku. Autorem słów był Feliks Konarski, a melodii – Alfred Schütz.

## Fabuła
Iran, rok 1943. Młody polski chłopak Jędrek (Nicolas Przygoda), który wydostał się ze Związku Sowieckiego z armią Andersa, zostaje złapany przez brytyjskich żołnierzy w czasie kradzieży leków dla ciężko chorej dziewczyny, Poli. Po przejściu armii polskiej do Włoch w 1944 ponownie ma problemy z prawem po ataku na polskiego oficera, podporucznika Edmunda Wilkosza (Mateusz Banasiuk), który jest jego rywalem w walce o serce Poli, służącej teraz w wojsku jako sanitariuszka. W areszcie odwiedza go jego brat, rotmistrz Stanisław Zahorski (Szymon Piotr Warszawski), przeniesiony z 1 Dywizji Pancernej. Wstawia się za krewnym, dzięki czemu niepełnoletni Jędrek zostaje oddany pod opiekę nienazwanego korespondenta wojennego, wzorowanego na Melchiorze Wańkowiczu (Leszek Lichota). W tym czasie 2 Korpus Polski pod dowództwem gen. Władysława Andersa (Michał Żurawski) przygotowuje się do ataku na Monte Cassino.

## Obsada[2]
- Nicolas Przygoda(inne języki) jako Jędrek Zahorski
- Michał Żurawski jako Władysław Anders
- Szymon Piotr Warszawski jako Stanisław Zahorski
- Magdalena Żak jako Pola Staniewicz
- Bartłomiej Topa jako Nikodem Sulik
- Zbigniew Stryj jako Zygmunt Bohusz-Szyszko
- Dariusz Toczek jako Brzeziński
- Mateusz Banasiuk jako Edmund Wilkosz
- Radosław Pazura jako Bolesław Duch
- Łukasz Garlicki jako Adam Studziński
- Mark Kitto(inne języki) jako Oliver Leese
- Andrzej Mastalerz jako Dietrich
- Szymon Nygard jako Adam Sieniawski
- David L. Price(inne języki) jako salowy
- Piotr Tołoczko jako adiutant
- Krystian Wieczorek jako Czechowski
- Klara Williams jako „Ruda”
- Piotr Miazga jako radiotelegrafista
- Dawid Czupryński jako Skrzyński
- Karol Wróblewski jako Franciszek Rudnicki
- Jacek Pluta jako Dehnel

## Produkcja
Zdjęcia plenerowe kręcono w czterech krajach: w Chorwacji (Zadar, Nekić, Marasović, Tulove Grede), Bułgarii (Sofia, Warwara), we Włoszech (Monte Cassino) i w Polsce.